# Cena Konstantina Stanislavského
Cena Konstantina Stanislavského je ruská filmová cena udílená od roku 2001 na Filmovém festivalu v Moskvě. Uděluje se hercům, kteří podali výjimečný výkon s pomocí Stanislavského metody, kterou vytvořil ruský divadelní teoretik a režisér Konstantin Sergejevič Stanislavskij.

## Seznam oceněných
- 2001 – Jack Nicholson (USA)
- 2002 – Harvey Keitel (USA)
- 2003 – Fanny Ardant (Francie)
- 2004 – Meryl Streepová (USA)
- 2005 – Jeanne Moreau (Francie)
- 2006 – Gérard Depardieu (Francie)
- 2007 – Daniel Olbrychski (Polsko)
- 2008 – Isabelle Huppertová (Francie)
- 2009 – Oleg Jankovskij (Rusko), posmrtně předáno jeho synovi Filippu
- 2010 – Emmanuelle Béart (Francie)
- 2011 – Helen Mirrenová (Spojené království)
- 2012 – Catherine Deneuve (Francie)
- 2013 – Ksenija Rappoportová (Rusko)
- 2014 – Inna Čurikovová (Rusko)
- 2015 – Jacqueline Bisset (Spojené království)
- 2016 – Marina Nějolovová (Rusko)
- 2017 – Michele Placido (Itálie)
- 2018 – Nastassja Kinski (Německo)
- 2019 – Ralph Fiennes (Spojené království)
- 2020 – Svetlana Krjučkovová (Rusko)
- 2021 – Sergej Nikonenko (Rusko)
- 2022 – Konstantin Chabenskij (Rusko)
- 2023 – Irina Kupčenko (Rusko)
- 2024 – Jevgenij Mironov (Rusko)
- 2025 – Vladimir Maškov (Rusko)